# رجل التوصيل (مسلسل)
رجل التوصيل (بالكورية: 딜리버리맨)؛ هو مسلسل تلفزيوني كوري جنوبي، من بطولة يون تشان يونغ ، بانغ مين آه وكيم مين سيوك.  إنها دراما أصلية من Genie TV ، وهو متاح على تيفينج، يعرض ايضاً على إي إن أ ، عرض في 1 مارس الى 6 ابريل 2023، بث كل يوم الأربعاء والخميس.

## القصة
يتم تكليف سائق تاكسي "سيو يونغ مين" بعمل منح آخر رغبات للإشباح. تبدأ القصة عندما تركب كانغ جي-هيون، الشبح التي فقدت ذاكرتها، داخل سيارة أجرة يونغ مين فتصبح غير قادرة على المغادرة، ثم يبدأ الاثنان في منح الأمنيات معًا.

## طاقم

### رئيسي
- يون تشان يونغ في دور سيو يونغ-مين ، سائق سيارة أجرة لكسب الرزق يدير عملاً تجاريًا فريدًا من نوعه.[2][8]
- بانغ مين آه في دور كانغ جي-هيون، شبح فقدت ذاكرتها.[6]
- كيم مين سيوك في دور دو جيو-جين، طبيب وسيم بخبرات ممتازة.[9]

### دور داعم
- تشوي تاي هوان في دور نا سيوم-جين[10]
- هيو جي نا في دور كيم هي يون[11]
- لي جيو هيون في دور كيم جيونغ وو[12]
- ها كيونغ في دور لي دونغ-ووك[13]

## المشاهدات
| الحلقات | تاريخ اليث   | تقييمات (نيلسن كوريا) | تقييمات (نيلسن كوريا) |
| الحلقات | تاريخ اليث   | على الصعيد الوطني     | سيئول                 |
| --- | ------------ | --------------------- | --------------------- |
| 1 | 1 مارس 2023  | 1.140%                | N/A                   |
| 2 | 2 مارس 2023  | N/A                   | N/A                   |
| 3 | 8 مارس 2023  | 1.050%                | 1.078%                |
| 4 | 9 مارس 2023  | 0.981%                | 1.114%                |
| 5 | 15 مارس 2023 | 0.980%                | 1.181%                |
| 6 | 16 مارس 2023 | 0.960%                | 1.111%                |
| 7 | 22 مارس 2023 | 1.058%                | N/A                   |
| 8 | 23 مارس 2023 | 0.8%                  | N/A                   |
| 9 | 29 مارس 2023 | 0.9%                  | N/A                   |
| 10 | 30 مارس 2023 | 1.3%                  | N/A                   |
| 11 | 5 ابريل      | 0.9%                  |                       |
| 12 | 6 ابريل 2023 | 1.2%                  | 1.369%                |
| متوسط | متوسط        | 1.0%                  | —                     |
| - يتم بث هذا المسلسل على قناة الكابل / التلفزيون المدفوع الذي عادة ما يكون له جمهور أصغر نسبيًا مقارنة بالمحطات التلفزيونية / العامة (KBS و SBS و MBC و EBS). |              |                       |                       |

## الإنتاج

### صناعة
المسلسل من إخراج كانغ سول وبارك داي هي، الذي عملا معنا على إخراج مسلسل نافذة العرض، منزل الملكة (2021). ومن تخطيط كي تي إستوديو القسم المسؤول عن أعمال الشبكات التابعة، وانتاج بتعاون مع كورتوب ميديا. كما استثمرت منصة فيو وموقع فيكي العالمي.

### الإصدار
سيتم اصدار المسلسل على Genie TV كسلسلة أصلية، سيعرض ايضاً على ENA وتيفينج (نتيجة دمج منصة Seezn التابعة لكي تي مع تيفينج في أواخر 2022).
في 30 يناير 2021 ، تم اصدار أول اعلان تشويقي للمسلسل، من المقرر عرضه في 1 مارس 2023 ، ليومي الأربعاء والخميس كمتابعة لمسلسل "أيمكننا ان نصبح غرباء؟".

## روابط خارجية
- الموقع الرسمي
 (بالكورية)
- رجل التوصيل على موقع IMDb (الإنجليزية)
- رجل التوصيل على موقع قاعدة بيانات الفيلم (الإنجليزية)
- رجل التوصيل على هانسينما